# Никольская, Роза Фёдоровна
Роза Фёдоровна Никольская (девичья фамилия Тароева, 1927—2009) — советский и российский учёный-этнограф, кандидат исторических наук, автор научных работ по материальной и духовной культуре карельского народа, его этнической истории.

## Биография
Родилась в Карелии в деревне Мунозеро в крестьянской семье карелов-людиков. Её мать — Мария Павловна Вилаева; отец — Фёдор Константинович Тароев (1902—1956), работал служащим в органах хозяйственного управления Советской Карелии, впоследствии — министр сельского хозяйства Карельской АССР.
В начале 1930-х годов отец был послан учиться в Московскую сельскохозяйственную академию им. К. А. Тимирязева. В Москве в 1935 году Роза пошла учиться в школу № 213. В 1937 году семья вернулась в Карельскую АССР в Петрозаводске. Во время Великой Отечественной войны Роза с матерью и младшим братом были эвакуированы через Онежское озеро в посёлок Шала Пудожского района Карельской АССР. Здесь она продолжила обучение в школе, входила в отряд самообороны, сформированный из школьников старших классов. После окончания войны семья возвратилась в Петрозаводск.
В 1945 году Роза Тароева поступила на историческое отделение историко-филологического факультета Карело-Финского государственного университета (ныне Петрозаводский государственный университет). Весной 1950 года окончила университет и была рекомендована в аспирантуру. Короткое время работала преподавателем истории, этнографии и литературы в Карело-Финском государственном учительском институте (позже — Карельская государственная педагогическая академия, в 2013 году академия была присоединена к Петрозаводскому государственному университету).
В 1951 году Роза Фёдоровна была зачислена в штат Карело-Финской научно-исследовательской базы Академии наук СССР и направлена в Москву в аспирантуру Института этнографии АН СССР по специальности «Этнография финно-угорских народов». Её научным руководителем был видный этнограф и антрополог Н. Н. Чебоксаров.
В январе 1955 года, после окончания аспирантуры, была принята на должность младшего научного сотрудника Института языка, литературы и истории (ИЯЛИ) Карельского филиала Академии наук СССР. В этом институте проработала до конца жизни, пройдя ступени академической лестницы: младший и старший научный сотрудник, ученый секретарь, заведующая сектором фольклора и этнографии. В этом же году защитила кандидатскую диссертацию на тему «Материальная культура северных карел во второй половине XIX в. и первой половине XX в. (по материалам района Калевалы КФССР)», которая стала первой в отечественной науке, посвященной этнографии карельского народа.
Роза Фёдоровна выступала с докладами на международных и советских научных форумах, представляя карельскую этнографическую науку. Наряду с научной, занималась общественной деятельностью — долгое время была председателем месткома ИЯЛИ, нештатным инструктором Президиума Верховного Совета КАССР, депутатом Петрозаводского городского Совета. Являлась членом КПСС.
Умерла 20 марта 2009 года в Петрозаводске. Была похоронена на Сулажгорском кладбище.
В научном архиве Карельского научного центра РАН имеются документы, относящиеся к Р. Ф. Никольской.

## Заслуги
- Р. Ф. Никольская была избрана почетным членом «Общества Калевалы» и Общества изучения памятников древностей Финляндии.
- В 1973 году ей было присвоено звание члена-корреспондента «Финно-угорского общества А. М. Кастрена».
- Была награждена медалями, была удостоена звания «Заслуженный деятель науки Республики Карелия».

## Книги
- Русско-карельские культурные связи (по данным материальной культуры). Петрозаводск, 1965.
- Карельская кухня. Петрозаводск: Карелия, 1986. 199 с.: ил.
- Карельская кухня. 2-е изд., испр. и доп. Петрозаводск: Карелия, 1989. 174 с.: ил.
- Карельская и финская кухня. 2-е изд., доп. Петрозаводск: Карелия, 2001. 335 с.: ил.
- Карельская и финская кухня / [Р. Ф. Никольская и др.]. Изд. 3-е. Петрозаводск: Карелия, 2004. 335 с.: ил.
- Карельская и финская кухня / [Р. Ф. Никольская и др.]. Изд. 4-е. Петрозаводск: Карелия, 2008. 335 с.: ил.
- Карельская и финская кухня: [настольная книга каждой хозяйки, содержащая кулинарные рецепты и полезные советы]. 5-е изд. Петрозаводск: Карелия, 2010. 335 с.: ил[7].

- Материальная культура северных карел во второй половине XIX в. и первой половине XX в.: (по материалам района Калевалы КФССР): автореферат диссертации на соискание ученой степени кандидата исторических наук. Москва: [б.и.], 1954. 16 с.; 20 см. На правах рукописи.
- К вопросу о материальной культуре карел: (по этногр. материалам района Калевалы КФССР) // Научная сессия, посвященная подведению итогов научно-исследовательских работ Филиала за 1953-1954 гг., 18-21 апр. 1955 года: тез. докл. Петрозаводск, 1955. С.31-33.
- Материальная культура карел, населяющих северные районы КФССР (1917 - 1955) // Научная сессия, посвященная 10-летию деятельности Карело-Финского филиала Академии наук СССР и итогам научно-исследовательских работ за 1955 г., 3-6 апр. 1956 года: тез. докл. Петрозаводск, 1956. С.231-233.
- Средства и способы передвижения у карел в дореволюционное время (конец XIX-начало XX вв.) // Вопросы истории Карелии. Петрозаводск, 1959. С. 39-51.
- Некоторые стороны семьи и семейного быта у верхневолжских карел // Научная конференция, посвященная итогам работ института языка, литературы и истории Карельского филиала АН СССР за 1962 год Петрозаводск, 1963. С. 34-36.
- О положении женщины в современной семье рабочих // Научная конференция, посвященная итогам работ института за 1963 год Петрозаводск, 1964. С. 50-52.
- Материальная культура карел (Карельская АССР): этнографический очерк [отв. ред. В. В. Пименов]. Москва; Ленинград: Наука, 1965. - 222, [1] с., [10] л. ил.
- К вопросу о методике изучения бюджетов семей лесных и сельскохозяйственных рабочих Карелии (на примере пряжинского ЛПХ и совхоза "Святозерский") // Научная конференция по итогам работ за 1965 год/ Петрозаводск, 1966. С. 107-109.
- Этнические процессы в Советской Карелии // 50 лет Советской Карелии. Петрозаводск, 1970. С. 214-247. (совм. с Пименовым В. В)
- К истории изучения этнографии карел и вепсов // Этнография Карелии, Петрозаводск, 1976. С.5-44.
- Материальная культура карел как один из источников решения вопроса об этногенезе // Происхождение карел. Йоэнсуу, 1976. С. 149-167.
- Баня в быту карельского и финского крестьянства // Всесоюзная конференция по изучению истории, экономики, языка и литературы скандинавских стран и Финляндии: тезисы докл. Петрозаводск, 1979. Ч. 1. С. 211-213.
- Обряды и верования, связанные с рыболовством у карел // Вопросы финно-угроведения. Сыктывкар, 1979. Ч. 2. С. 25-26.
- Карельско-саамские этнокультурные связи // Местные традиции материальной и духовной культуры народов Карелии: (тезисы докладов). Петрозаводск, 1981. С. 34-35.
- Карелы: Очерк // В краю Калевалы: Сборник. М., 1989. С.23-41.
- Баня в семейном быту карел // Обряды и верования народов Карелии. Петрозаводск, 1992. С.68-85.
- О карельской народной медицине: рациональное и "иррациональное" в традиционном врачевании // Обряды и верования народов Карелии: человек и его жизненный цикл. Петрозаводск, 1994. С.103-121.